# レッドフー
ステファン・ケンダル・ゴーディ(Stefan Kendal Gordy、1975年9月3日 - )は、通称レッドフー(Redfoo)として知られるアメリカ合衆国のラッパー、ダンサー、音楽プロデューサー、DJ、歌手、ソングライターであり、音楽デュオLMFAOのメンバーである。
甥のスカイブルーと2006年にLMFAOを結成し、2013年にソロになる前に2枚のスタジオアルバムをリリースした。モータウンレコードの創設者ベリー・ゴーディの末息子である。また、1984年、「somebody watching me」で売れた歌手ロックウェルの弟である。

## 人物
レッドフーは2012年に元ナンバーワン・テニスプレイヤー、ヴィクトリア・アザレンカと交際を始めたが、2014年に別れた。2012年の全米オープン、2013年の全豪オープン、2013年のウィンブルドン選手権、2014年の全豪オープンにアザレンカの選手ボックスの一員として参加している。 

## ディスコグラフィ
スタジオ・アルバム
- Balance Beam (1997年)
- Party Rock Mansion (2016年)